# Estádio Severiano Gomes Filho
Estádio Alfredo Jaconi – wielofunkcyjny stadion w Maceió, Alagoas, Brazylia, na którym swoje mecze rozgrywa klub Clube de Regatas Brasil.
Nazwa stadionu została nadana ku pamięci Severiano Gomesa Filho, który był prezesem CRB w latach 1910 – 1920.
Stadion znajduje się w dzielnicy Pajussara.